# 김성현 (골프 선수)
김성현(1998년 9월 17일~)은 대한민국의 골프 선수이다. 신한금융그룹 소속으로 활동하고 있다.